# Poinarinius antonkozlovi
Poinarinius antonkozlovi (лат.) — ископаемый вид жуков-капюшонников рода Poinarinius (Alitrepaninae, Bostrichidae). Обнаружены в меловом бирманском янтаре (Мьянма, Юго-Восточная Азия). Возраст около 99 млн лет (сеноманский ярус).

## Описание
Тело тёмно-коричневое, длина самок 2,7—2,9 мм. Голова немного шире, чем апикальная ширина переднеспинки. Лоб вдавлен, густо пунктирован, с плотными, длинными, прямыми волосками. Пронотум примерно в 1,1 раза длиннее ширины на вершине, немного более узкий, чем ширина в середине, немного длиннее ширины в основании. Диск слабо выпуклый, крупный, продольно-морщинистый. Бока слабо округлые, с длинными прямыми волосками. Надкрылья субцилиндрические, примерно 2,1 раза длиннее переднеспинки, примерно в 1,7 раза длиннее ширины в основании, примерно в 2,0 раза длиннее ширины в середине, около 2,4 раза длиннее вершинной четверти. Бока надкрылий с очень редкими, длинными, прямыми волосками. Вид был впервые описан в 2022 году российским колеоптерологом Андреем Легаловым (Институт систематики и экологии животных СО РАН, Новосибирск, Россия) и назван в честь энтомолога Антона Козлова за помощь в работе. Новый вид сходен с P.  aristovi, отличаясь от него поперечными бороздкам переднеспинки.